# Monocoryne gigantea
Monocoryne gigantea är en nässeldjursart som först beskrevs av Bonnevie 1898.  Monocoryne gigantea ingår i släktet Monocoryne och familjen Candelabridae. Inga underarter finns listade i Catalogue of Life.